# Ângelo Rossi
Ângelo Sílvio Rossi (1946) é um empresário brasileiro do ramo de imprensa.

## Biografia
Ângelo Rossi é filho de Giordano Rossi, um dos sócios de Victor Civita na fundação da Editora Abril. Formado em economia pela Universidade Presbiteriana Mackenzie e pós-graduado em administração pela Fundação Getúlio Vargas, Rossi começou sua vida profissional na Editora Abril em 1968 como estagiário e de lá saiu em 1979, quando ocupava o cargo de diretor-superintendente dos títulos infantis. Até 1982, foi vice-presidente da Rio Gráfica, embrião do que hoje é a Editora Globo.
De volta à Abril em 1982, assumiu o comando de toda a área comercial da empresa. Em 1986, convenceu o presidente Roberto Civita a investir na abertura da Editora Azul, visando conseguir nichos específicos com revistas segmentadas. Inicialmente a Azul, na qual Rossi era sócio-minoritário,  absorveu cinco títulos que a Abril não se interessava muito, Contigo!, Bizz, Saúde!, Horóscopo e Carícia. As cinco publicações foram suficientes para colocar a nova editora em 4º lugar no mercado, atrás da própria Abril, mais Bloch e Rio Gráfica. Dois anos depois, já tendo revistas como Boa Forma, Viagem e Turismo, AnaMaria, Terra, e Set, a Azul era a segunda no mercado, com um faturamento de US$ 10 milhões.
Em 1995, junto a Ana Fadigas e Otávio Mesquita, comprou a Sexy de uma subsidiária da Abril, Art Edições, e a lançaram em uma nova editora, Fractal Edições. Em 1997, Rossi vendeu sua participação na Azul para Civita e trouxe alguns títulos da mesma editora, como Fluir, Set e Terra, para sua nova empresa, a Editora Peixes. Paralela à Peixes, em 1999, Rossi largou mão de seus 70% da Fractal, deixados para Fadigas, para levar a Sexy para sua nova editora, a Rickdan.
O portfólio da Peixes se expandiu com a revista Próxima Viagem e a compra da editora Camelot, trazendo para seu portfolio Viver Bem, Gula e Speak Up, e um sócio-minoritário, o Banco Pátria. Em 2007 vendeu 80% da Peixes para o grupo CBM, responsável pelo Jornal do Brasil, e no ano seguinte passou à empresa sua parte que restava. Entre 2004 e 2006, foi presidente da Associação Nacional de Editores de Revistas (Aner). Em 2013, Rossi comprou a distribuidora Fernando Chinaglia da Abril.
Seu filho Henrique também trabalha na Rickdan, sendo atual diretor da Sexy.